# Swanage
Swanage ist eine Küstenstadt in der Grafschaft Dorset, an der Südküste von England. Swanage liegt am östlichen Ende der Halbinsel Isle of Purbeck, circa 10 Kilometer südlich von Poole und Bournemouth und circa 40 Kilometer südöstlich von Dorchester. Dorchester ist der Verwaltungssitz der Grafschaft. Die Stadt Swanage hat 9.113 Einwohner (Stand: 2021). Die Hauptverbindungsweg ist die Straße A351 von Lytchett Minster über Wareham nach Swanage.

## Lage
Im Laufe der Geschichte wurde die Bucht Swanawic, Swanwich oder Sandwich genannt; nur in der neueren Geschichte Swanage.
Die Ortschaft war ein kleiner Hafen und Fischerdorf. Im Viktorianischen Zeitalter wurde ein großer Hafen für den Schiffstransport des Purbeck-Steins und Purbeck-Marmors für die Steinbrüche gebaut, die sich entlang der Klippen im Süden befinden.
Swanage ist nach wie vor einer der beliebtesten englischen Badeorte. Bedingt durch seine geographische Lage hat Swanage ein sehr mildes Klima und gilt als sonnigster Ort Englands. Tourismus ist ein wichtiger Wirtschaftszweig, in dem fast 1000 Menschen direkt oder indirekt beschäftigt sind.
Swanage liegt zwischen Berglandschaften, Kalkfelsen, Meeresbuchten und dem langen, nach Osten gerichteten Sandstrand. In der Nähe von Swanage befinden sich Ballard Down, Old Harry Rocks und Studland Bay sowie Poole Harbour, im Norden die Durlston Bay sowie der Durlston Country Park im Süden. Swanage befindet sich am östlichen Ende der Jurassic Coast, eines Küstenstreifens, der zu den Naturwundern dieser Welt gezählt wird, als erste Naturlandschaft in England von der UNESCO zum Weltnaturerbe erklärt wurde und für seine Fossilien bekannt ist.

## Geschichte

### Bis zum 19. Jahrhundert

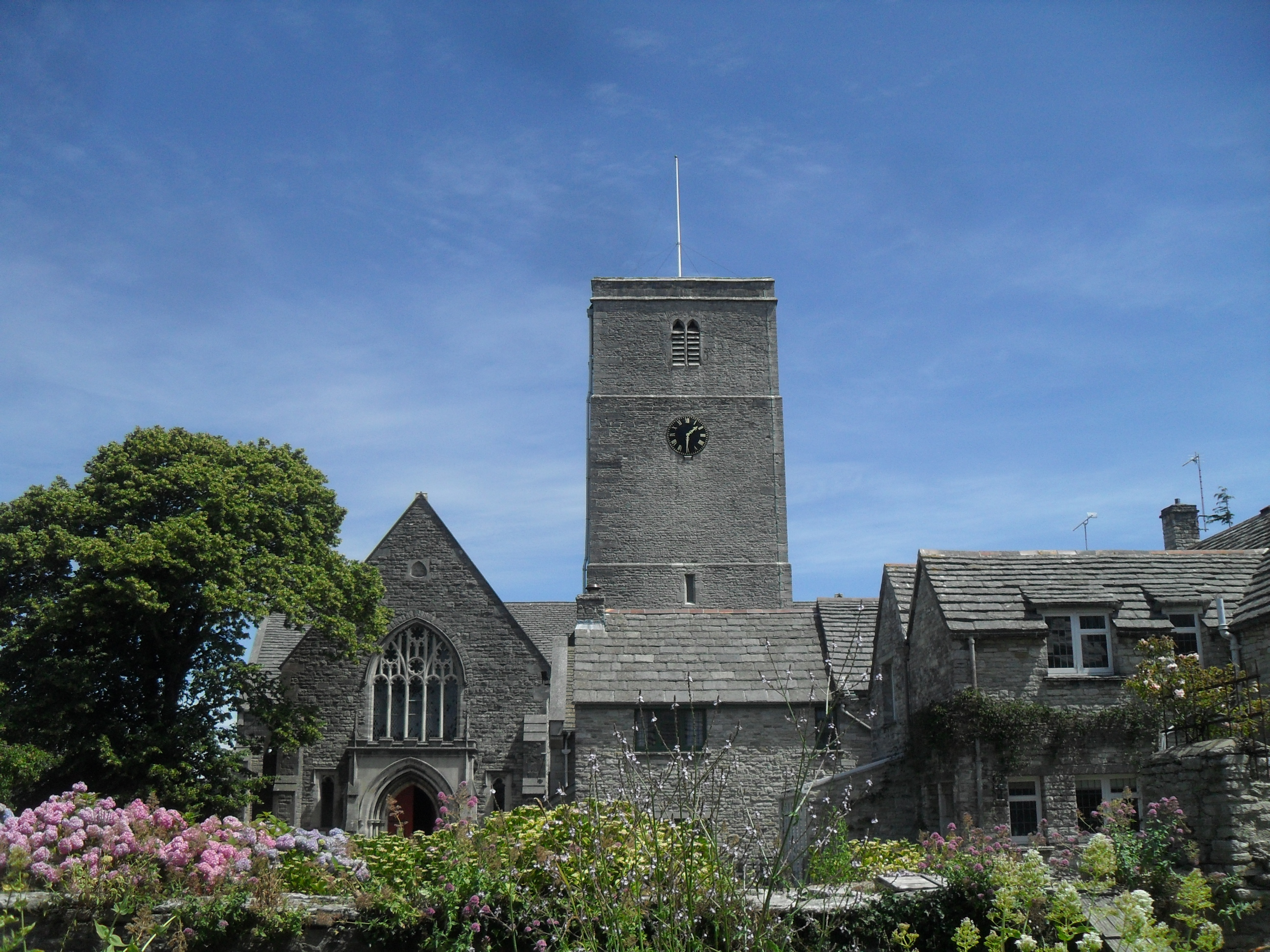
Pfarrkirche St Mary The Virgin

Die Fischerei ist wahrscheinlich das älteste Gewerbe der Region. Die Steinbrüche waren und sind ein wichtiger Wirtschaftszweig der Stadt und Umgebung seit dem 1. Jahrhundert n. Chr. Während der Zeit der römischen Besetzung entwickelten sich die Steinbrüche des unverwechselbaren Purbeck-Marmors für dekorative Zwecke in Gebäude, die weit entfernt, wie beispielsweise in London, verwendet wurden. Als die Römer Britannien verließen, wurde der Steinbruchsbetrieb bis zum 12. Jahrhundert weitgehend eingestellt.
Das Dorf wird erstmals in einem Eintrag in der Angelsächsischen Chronik für das Jahr 877 als Swanwich genannt. Dort ist es als Schauplatz eines großen Seesieges von König Alfred über die Dänen genannt.
Im 12. Jahrhundert wuchs die Nachfrage nach Purbeck-Marmor wieder an. Purbeck-Marmor ist nicht witterungsbeständig und insbesondere für dekorative Zwecke geeignet. Der Marmor wurde zum Bau vieler großen Kirchen und Kathedralen im Innenausbau verwendet. Im Gegensatz zum Purbeck-Marmor wurde der Purbeck-Kalkstein seit den frühen Tagen der Steinbrüche vor Ort vor allem als Baustein für den Gebäudebau verwendet. Die Entwicklung der modernen Steinbruchtechniken im 17. Jahrhundert führte zu einem weiteren Anstieg der Steinproduktion.
Die Pfarrkirche St Mary The Virgin wurde im 19. Jahrhundert im neugotischen Stil anstelle ihrer Vorgängerbauten neu errichtet. Ihr Turm stammt aus dem Mittelalter.

### Viktorianische Ära

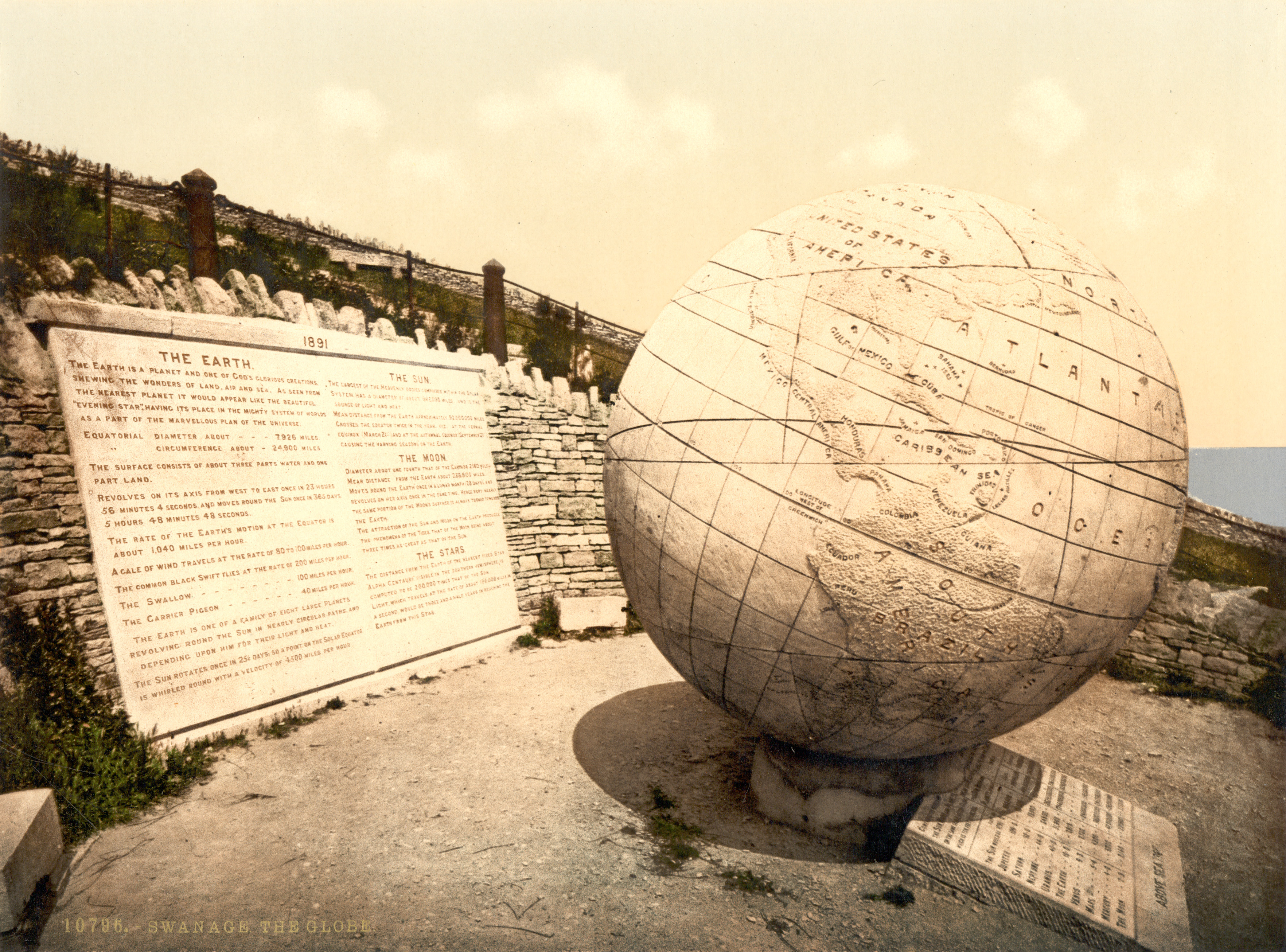
Great Globe im Durlston Country Park

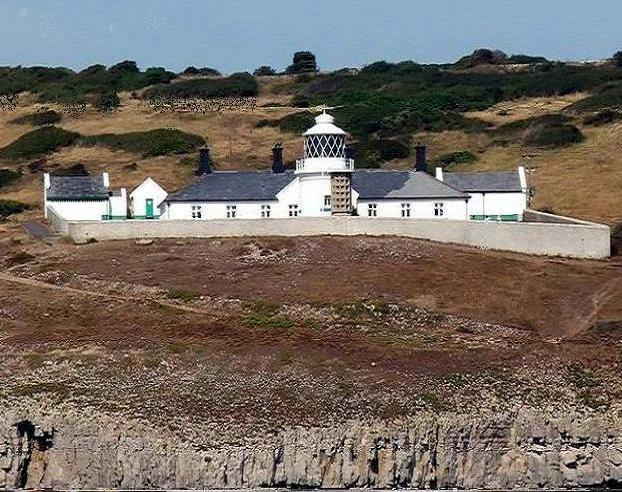
Leuchtturm (1880)

Die Idee, Swanage zu einem Touristenziel zu entwickeln, wurde von einem Mitglied des Parlaments im frühen 19. Jahrhundert, William Morton Pitt, gefördert. Dieser kam aus Swanage.
John Mowlem (1788–1868) und sein Neffe George Burt (1816–1894), beide aus Swanage, wurden erfolgreiche Bauunternehmer in London. Durch die Verwendung von Naturstein einschließlich des Purbeck-Kalksteins in ganz England entwickelten sich ihre Geschäfte positiv, und viele Bausteine für Denkmäler in London kamen aus Swanage. Die Natursteine wurden als Ballast in die leeren Schiffe geladen, die den Purbeck-Stein nach London transportierten.
Einer der großen Glockentürme in der Nähe von Peveril Point besteht aus dem lokalen Gestein. Der Glockenturm zum Gedenken an Arthur Wellesley, 1. Duke of Wellington wurde von Arthur Ashpital entworfen und 1854 am südlichen Ende der alten London Bridge erstellt. Innerhalb von nur zehn Jahren wurde er zum Verkehrshindernis und musste entfernt werden. 1867–68 wurde er am südlichen Ende der Swanage-Bucht neu errichtet, dem heutigen Standort. Ein weiteres Bauelement, das aus London nach Swanage transportiert wurde, ist die Fassade von Mercers’ Hall (abgebaut in 1860), die als Fassade des Rathauses von Swanage Verwendung fand. Der ursprüngliche Pier im Hafen wurde zwischen 1859 und 1860 gebaut, der in erster Linie von den örtlichen Steinbruchunternehmen genutzt wurde. Der Bau des neuen Piers begann im Jahr 1895 und konnte dem Schiffsverkehr offiziell im Jahre 1897 übergeben werden.
Sowohl John Mowlem wie auch George Burt hatten großen Einfluss auf die Entwicklung der Stadt, als sie den größten Teil der Infrastruktur der Stadt aufbauten. Sie waren für das erste Gas- und Wasserwerks zuständig. Das Purbeck-Haus wurde 1875 erbaut, dessen Architekt George Burt war. Auf dem 3,5 ha großen Grundstück befinden sich ebenfalls zahlreiche Artefakte aus London, die von ihm erworben wurden. Burt entwickelte den Durlston-Landsitz und den Durlston Country Park. Den Riesenglobus Great Globe, im Country Park zu finden, ließ Burt 1887 in London herstellen. Er misst drei Meter im Durchmesser, wiegt 40 Tonnen und ist aus 15 Teilen aufgebaut. Er liegt auf einem Felsen 40 Meter über dem Meeresspiegel.
Der Leuchtturm von Swanage wurde 1880 auf dem Felsen bei Anvil Point gebaut. Die Eisenbahn wurde im Jahre 1885 nach Swanage weitergeführt. Das Grand Hotel stammt aus dem Jahr 1898.

### 20. Jahrhundert
Die Stadt war mehrere Jahrzehnte ein prosperierender Badeort. Der Erste Weltkrieg führte zu keinen Zerstörungen in der Stadt, und während des Zweiten Weltkriegs wurden mehrere Geschützstellungen und Bunker gebaut. Die Stadt erlitt während des Zweiten Weltkriegs Bombenschäden, und 20 Menschen wurden getötet. Die Stadt und andere Dörfer in der Nähe spielten eine große Rolle bei der Entwicklung des Radars im Zweiten Weltkrieg.
Nach dem Zweiten Weltkrieg litt die Stadt unter der wirtschaftlichen Rezession, denn nur wenige Menschen hatten das Geld für Urlaub übrig. Im Januar 1972 wurde die Bahn-Nebenstrecke nach Swanage von der British Rail geschlossen. Eine Gruppe von lokalen Enthusiasten bildete eine gemeinnützige Organisation zur Erhaltung der Eisenbahnlinie mit Dampf- und Diesellokomotiven, die im Mai 1972 die Gesellschaft Swanage Railway gründeten.
Im Laufe der Jahre wurde Swanage immer wieder von schweren Überschwemmungen heimgesucht, zuletzt 1990. Im Jahr 1993 wurde ein groß angelegter Hochwasserschutzplan fertiggestellt, an dessen Ende die banjoförmige "neue Anlegestelle" stand. Dies führte zu einem neuen Problem, da die natürliche, nach Norden gerichtete Sanddrift in der Bucht gestört wurde, so dass sich der Sand auf der Südseite anhäufte und auf der Nordseite abnahm. Diese Verringerung des Sandniveaus legte die Fundamente von Teilen des Deichs frei und drohte ihn zu beschädigen. Daher wurde der Strand in den Jahren 2005 und 2006 durch den Bau neuer Buhnen aus Grünherzholz und die Aufschüttung von 90.000 m³ Sand als Strandaufschüttung verbessert.

## Verwaltung

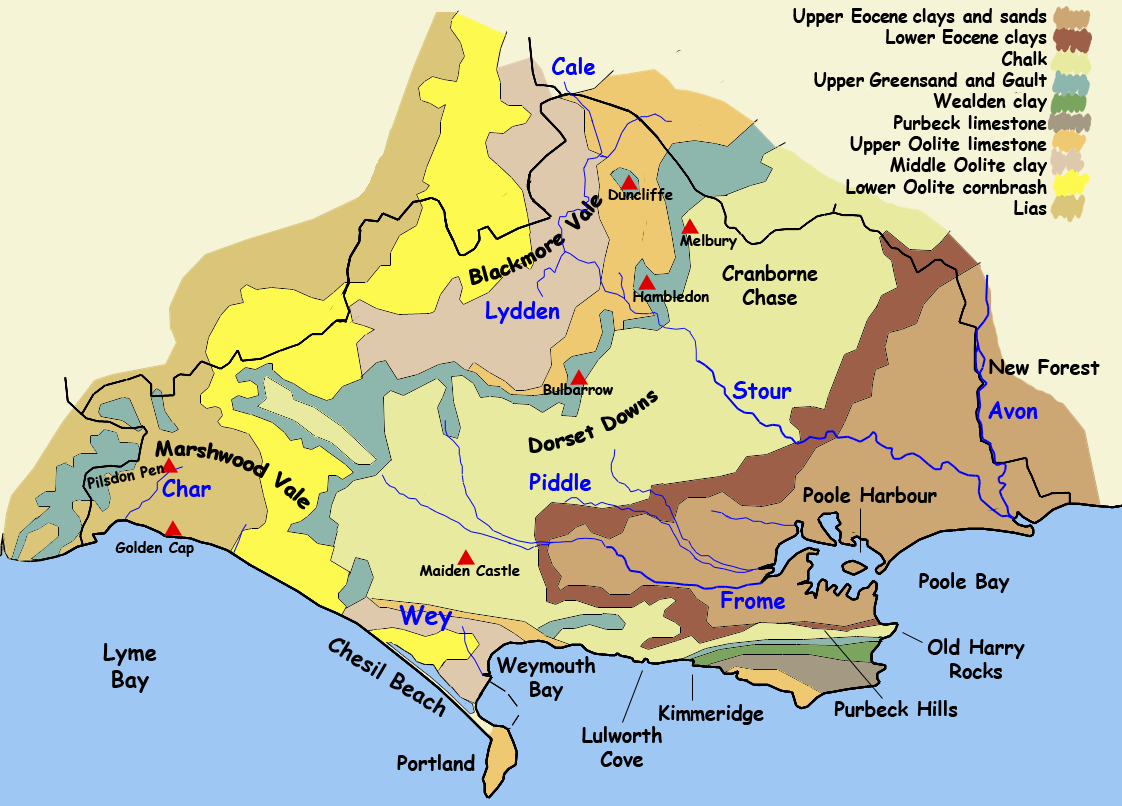
Geologische Karte von Dorset

Die Ortsgemeinde von Swanage ist wie folgt aufgegliedert: Swanage Town Council, die Purbeck District Council (Verwaltungssitz in Wareham) und die Dorset County Council (Verwaltungssitz in Dorchester). Im National Parliament ist Swanage als Teil des Wahlkreises Süddorset ("constituency of South Dorset") vertreten.

## Geologie
Die Geologie um Swanage ist sehr unterschiedlich. Die Isle of Purbeck hat zwei Küsten; entlang der Südküste ist die Geologie sehr einfach, hingegen entlang der Ostküste sehr komplex.
- siehe Hauptartikel Isle of Purbeck

## Wirtschaft
Das wichtigste Gewerbe in Swanage ist der Tourismus, in dem eine große Zahl der arbeitenden Bevölkerung beschäftigt ist. Allerdings, wie bei den meisten Tourismuszentren, ist die Nachfrage in Swanage stark saisonabhängig. Arbeitnehmer, die eine dauerhafte Stelle suchen, pendeln in die nahe gelegenen Städte Bournemouth und Poole.
Das Zentrum hat eine Reihe von Verkaufsstellen der großen Einzelhandelsunternehmen und eine Reihe lokaler Einzelhändler. In Swanage gibt es auch einige Cafés, Bars, Restaurants, Kneipen und einen Club. In der Nähe des Strandes befinden sich zwei Spielhallen und mehrere Eis-Verkaufsstellen. Die Stadt hat auch eine Reihe erfolgreicher kleiner Handwerksbetriebe, darunter ein Chocolatier.
Am Rande der Stadt befindet sich eine Ziegelei in einem Tal, die den Whealdon-Ton zur Herstellung von Ziegeln verwendet. Die Isle of Purbeck hat eine lange Steinbruchsgeschichte, und Steinbrüche werden im Süden des Ortes betrieben.

### Tourismus

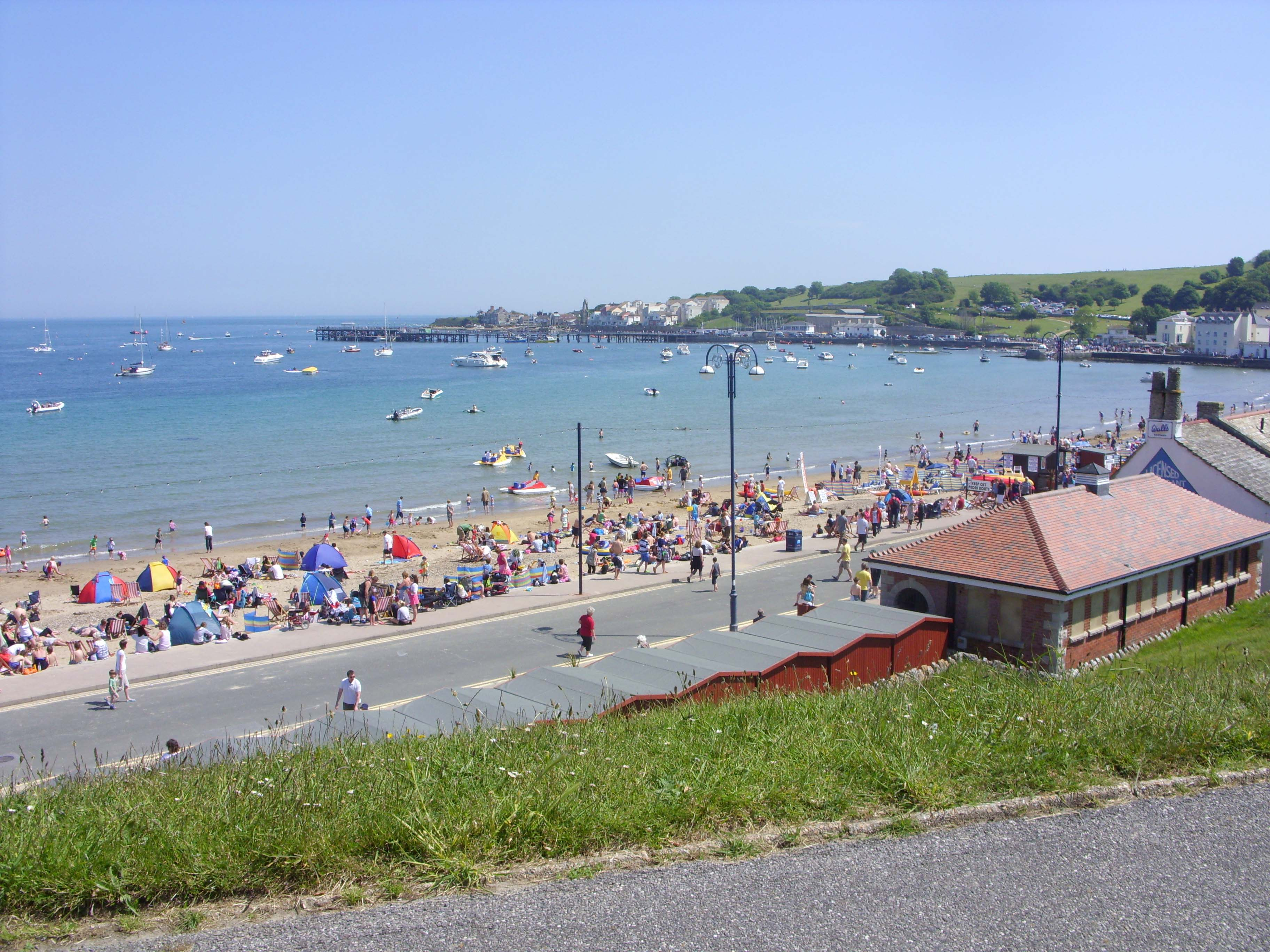
Strandleben 2009

Während der Hochsaison, im Sommer, werden viele Menschen von den historischen Kulisse der Stadt, dem Strand sowie den anderen Attraktionen angezogen. Die Stadt hat eine große Anzahl von Hotels und Gästezimmern (Bed and Breakfast). Die Anzahl (insbesondere Hotels) hat sich in den letzten Jahren reduziert.
Swanage hat einen flach abfallenden weißen Sandstrand, der geschützt ist, und in der Regel ist das Meer sehr ruhig. Der Strand wird von den lokalen Unternehmen und Dienstleistungsbetrieben bedient. So gibt es viele Eis-Verkaufsstellen, Fischrestaurants, Fish and Chips-Shops, Cafés und Bars. Zu mieten sind Liegestühle, Boote, Tretboote und allgemeine Wassersport-Ausrüstung. Es gibt Spielhallen und Parks.
Neben dem Strand gibt es noch andere lokale Sehenswürdigkeiten wie die restaurierte Swanage Dampfeisenbahn (Swanage Railway) und den viktorianischen Pier. Die Stadt wird auch als Ausgangspunkt benutzt, um andere nahegelegene Orte und Buchten zu besuchen, zum Beispiel Orte wie Corfe Castle, Dorchester und Maiden Castle, Brownsea Island und Poole Harbour.

## Persönlichkeiten
- George Burt (1816–1894), Steinmetz, -händler, Bauunternehmer und Philanthrop